# Pomo del nord-est

Zona on es parlava pomo

Pomo del nord-est, també conegut com a pomo de Sal, és una llengua pomo del Nord de Califòrnia. No té parlants fluents. Era parlat al llarg de Story Creek, un afluent del riu Sacramento.